# Mathews Mor Timotheos
Mathews Mor Timotheos – duchowny Malankarskiego Syryjskiego Kościoła Ortodoksyjnego, będącego częścią Syryjskiego Kościoła Ortodoksyjnego, od 2012 sekretarz patriarszy do spraw indyjskich (przy Patriarchacie Antiocheńskim)..